# 詞曲作家

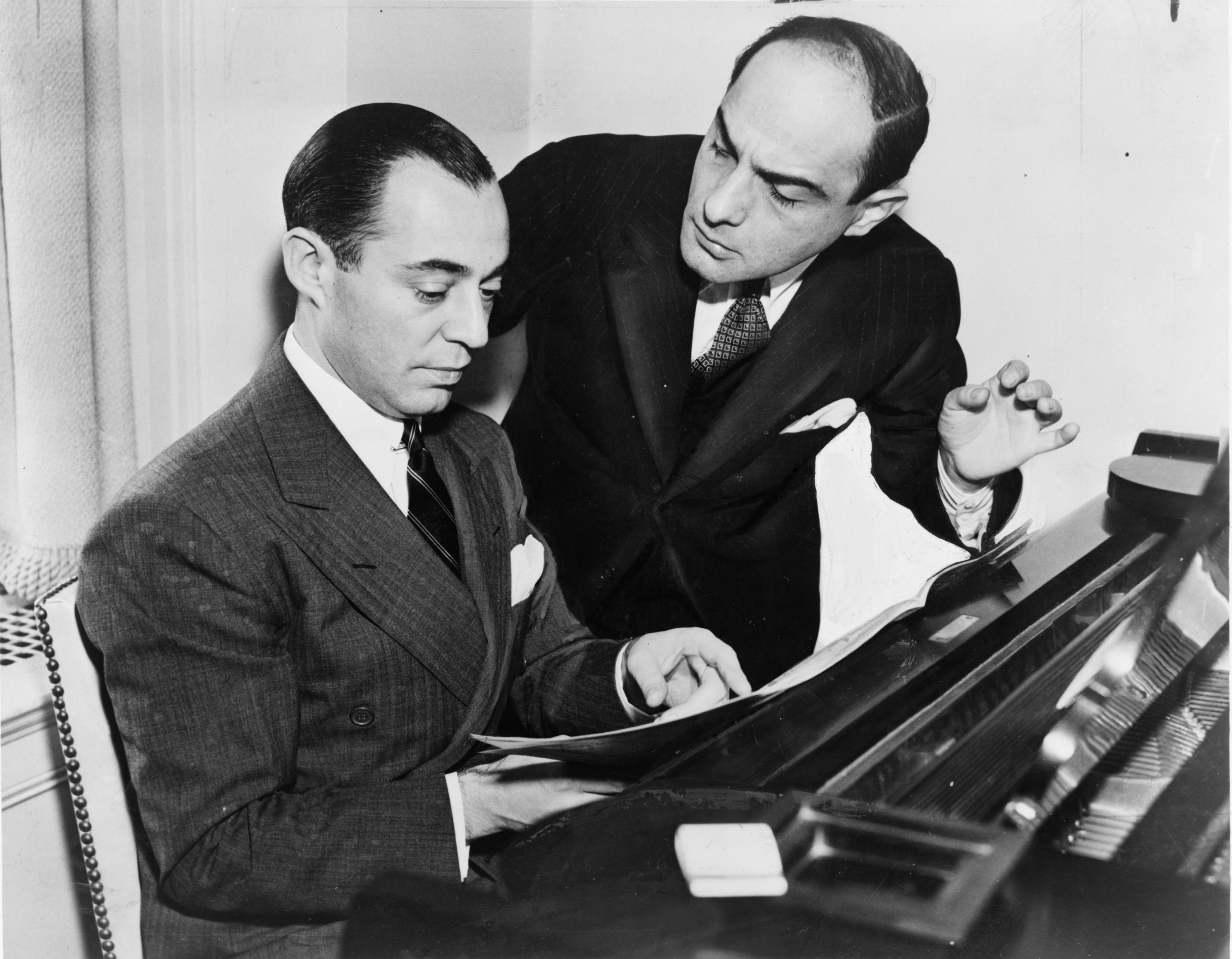
詞曲作家羅傑斯和哈特正創作一首歌

詞曲作家（英語：Songwriter），在流行音樂中，指的是同時創作歌詞與旋律（主旋律）等歌曲部分的人，或是完成和弦進行及音樂形式等音樂部分的人。負責主唱且兼任詞曲創作的歌手，則稱為創作歌手（唱作人）。嚴格來說，與傳統意義上的作詞家（填詞）與作曲家（譜曲），特別是負責改編曲的古典音樂作曲家並不等同。
在與電子音樂及取樣相關，採用「Topline」（頂端主旋律線‌）與「Beatmake」（器樂）相结合的製作手法的音樂類型中，像是嘻哈、當代R&B、EDM等，完成歌曲部分的也稱「Topliner」，完成音樂部分的也稱「Beatmaker」。
制作流行歌曲的工作通常會分攤給許多人，流行文化歌曲可由音樂出版社直接聘任專屬的詞曲作家寫作。有些詞曲作家自行擔當音樂出版社的角色，另一些則與音樂出版社合作。現在的詞曲作家不再需要唱片公司的支援，隨着科技的進步，任何人都可以在家裡錄制歌曲。專業的詞曲作家可以是受僱或與藝人合作寫作歌詞或音樂，或者把他們的歌曲賣給A&R、出版社、經紀人及經理。

## 養成
除了傳統的學師方式學習寫作歌曲，一些大學和學院也提供詞曲創作相關課程。對於從事創作歌曲的工作，現代音樂科技的知識、寫作歌曲的基本原理及商業技巧皆為必要條件，多家音樂學院有提供寫作歌曲的文憑及學位課程。

## 收入來源
寫作歌曲及出版的版稅是詞曲作家的重要收入來源，特別是當他們所寫的歌曲成為暢銷唱片。根據美國的法律，1934年以後所寫的歌曲只有作者可以拷貝，合法許可權可供購買、出售及轉讓，受國際著作權法的保護。

## 專屬作家
與一家出版社簽訂獨家協議的詞曲作家被稱為專屬作家。成為專屬作家意味著在合約期內，作家的歌曲由所屬的出版社發佈，不得在其他地方發佈。
納什維爾有很多專屬作家都在辦公室裡按着朝九晚五的規律上班，按時領薪。他們的薪金實際上是按月預先領取將來的收入，讓他們可以維持生計。出版社在指定的合約期內擁有歌曲的版權，作家在合約屆滿後可以重新取得這些歌曲的版權。詞曲作家戴夫·伯格在接受《流行歌曲地帶》訪問時讚許這種模式帶來的好處：「我有足夠的資金維持生計，可以全程專注於創作。」
與合約制的詞曲作家不同，有些詞曲作家是出版社的僱員。根據僱傭作品協議，在協議期內創作的歌曲完全屬於出版社所有。由於1976年美國版權法的版權收回條款不適用於「僱傭作品」，因此對於僱傭期內創作的歌曲所衍生的版權不能在35至40年後由作家取回。
專屬作家在行內普遍存在，但並非到處都像納什維爾那樣偏重辦公室的工作環境。主流的出版社都以合約形式聘用詞曲作家，以合約形式受聘於出版社可以是詞曲作家職業生涯的第一步，有些詞曲作家在取得一定的成就後開始尋求更大的自主權，不再為出版社工作。阿倫·埃斯胡伊吉斯形容他與環球音樂集團的專屬作家是他的起步點，在取得成功後成立自己的出版公司，使他可以「盡可能賺取更多的出版收入，並且可以自由發展」。

## 創作歌手
詞曲作家往往都是音樂家。除了向其他藝人銷售他們的歌曲及音樂理念，創作歌手又會寫作歌曲及演唱自己寫作的歌曲。他們可以創作、演唱及銷售他們的音樂作品，有些創作歌手也會擔任歌曲的製作人。

## 註腳
1. ↑  . EMusician. 1 July 2007  [25 August 2010]. （原始内容存档于2010-07-24）.
2. ↑  Pres & Landsman（2004年），第94页
3. ↑  Woodworth（2006年），第69页
4. ↑  Austin，Peterik & Austin（2010年），第296页
5. ↑  Biederman（2012年），第33-34页
6. ↑  Yu（2007年），第84页